# Trichometra cubensis
Trichometra cubensis is een haarster uit de familie Antedonidae.
De wetenschappelijke naam van de soort werd in 1869 gepubliceerd door Louis François de Pourtalès.